# حزب کارگر سنت لوسیا
حزب کارگر سنت لوسیا (انگلیسی: Saint Lucia Labour Party) یک حزب سوسیال دموکراتیک در سنت لوسیا است که با پیروزی در انتخابات سراسری سنت لوسیا 13 کرسی از 17 کرسی مجلس نمایندگان این کشور را در اختیار دارد.